# Stenoscopia

L'immagine ricostruita all'interno della camera oscura

La stenoscopia è un procedimento fotografico che sfrutta il principio della camera oscura, come tutte le comuni fotocamere, ma usa un obiettivo stenopeico, cioè «a stretta apertura» (dal greco στενός  stenós «stretto» e ὀπή  opè «foro, apertura»).  
Questo obiettivo non è altro che un piccolo foro di spessore minimo, che tramite la diffrazione, forma l'immagine ottica, come qualsiasi obiettivo fotografico con lenti (senza usare la rifrazione) o con specchi (senza usare la riflessione), e dove la propria lunghezza focale è data (come al solito) dalla distanza tra in centro ottico del obiettivo (in questo caso, il foro stesso) e il piano focale. 
Non essendo un sistema diottrico, in ambito di ottica geometrica le inclinazioni dei raggi non vengono variate, come invece avviene in un obiettivo a lenti e/o a specchi, per cui è impossibile ottenere una focheggiatura selettiva: il fuoco è fisso e considerato all'infinito; così, la risoluzione dei dettagli e la nitidezza di fuoco nell'immagine, sono affidate (in buona parte) alla distanza del soggetto, alla «chiusura» del foro, come diametro del diaframma, e alla «sottigliezza» del suo spessore.

## Descrizione
La fotocamera con obiettivo stenopeico si basa sulla naturale propagazione in linea retta dei raggi luminosi, che passando attraverso il foro, formano l'immagine costituita di piccoli cerchietti sul piano focale (materiale fotosensibile, lastra, pellicola, carta fotografica, sensore, ecc) e quando l'apertura è sufficientemente piccola, i cerchietti risultano praticamente assimilabili a dei minimi punti-immagine. Questo principio di funzionamento era empiricamente noto fin dall'antichità.
L'immagine in tal modo impressa, risulta normalmente capovolta, speculata ed invertita, come ogni immagine diottrica o catottrica, e dove la sua nitidezza aumenta al diminuire della dimensione del foro, almeno fino a quando non iniziano a prevalere gli effetti negativi della diffrazione. La dimensione del foro equivale all'apertura di un diaframma, e ciò determina proporzionalmente l'esposizione e la profondità di campo (come nelle altre macchine fotografiche): un foro più piccolo aumenta la profondità di campo, come pure aumenta il tempo di esposizione. Questo principio è il solito conosciuto in fotografia, e è dovuto al fatto che un foro più piccolo lascia passare meno luce, per cui occorre aumentare il tempo di esposizione per ottenere la corretta esposizione. 
Non c'è nessuna differenza sostanziale tra un obiettivo stenopeico e uno diottrico o uno catottrico o catadiottrico.

## Storia
Il concetto di fotografia stenopeica deriva dalla camera oscura (camera obscura, in latino), una stanza completamente buia con un piccolo foro su un lato e un pittore all'interno, il quale traccia e copia l'immagine proiettata. La camera oscura fu più una scoperta che un'invenzione. Le prime idee di praticarla per il disegno o per l'analisi della luce (ottica) risalgono al V e IV secolo a.C., quando sia i cinesi sia Aristotele cominciavano a parlare di immagini invertite, dovute alla luce passante attraverso un piccolo foro. 
La prima camera oscura dalle sembianze di una fotocamera, nacque nel IX secolo d.C., quando lo scienziato arabo Ibn al-Haytham (più noto col nome latinizzato Alhazen) pubblicò il libro "De Aspectibus" (gli aspetti, le figure, le apparenze, le immagini), scrivendo di questa nuova invenzione. Lui, infatti, aveva pensato di creare un foro che portasse in una stanza buia e di piazzare delle candele al di fuori della stanza per creare un'immagine. Quest'invenzione divenne un ottimo strumento per esperimenti scientifici di altri scienziati nei secoli a seguire. Per esempio, Leonardo da Vinci riprese il concetto e nei suoi scritti spiegò e specificò la necessità di sigillare la stanza per evitare ogni altra entrata di luce non voluta, e il fatto che la camera oscura e l'occhio avessero molte somiglianze, in termini di funzionamento. Lo scienziato olandese Gemma Frisius usò la camera oscura per osservare le eclissi solari. Il concetto fu ulteriormente spiegato da altri scienziati nei secoli a seguire, come Giovanni Battista della Porta nel suo libro "Magia Naturalis" nel 1558; e poi Isaac Newton utilizzò la tecnica della camera oscura per l'esperimento della scomposizione dei colori della luce solare con il prisma.
Le prime fotografie catturate con la camera oscura, risalgono al 1826, quando il francese Joseph Nicéphore Niépce utilizzò del materiale fotosensibile per la prima volta, per catturare la luce e creare un'immagine fotografica. 
Nel XX secolo il concetto della fotografia stenopeica fu di grande aiuto per sviluppare oggetti di tecnologia avanzata da parte delle grandi industrie come la NASA, dove le lenti non erano necessarie. Arrivando al XXI secolo, con l'avvento della fotografia digitale.

## Costruire la fotocamera
Una macchina con obiettivo stenopeico può essere costruita manualmente da qualsiasi fotografo. Ma è più facile usare una fotocamera già costruita e applicargli un obiettivo stenopeico di lunghezza focale desiderata. Tuttavia, la più semplice consiste in una scatola internamente buia e a tenuta di luce, con un piccolo foro praticato su una parete e del materiale fotosensibile sulla parete interna opposta. L'otturatore può essere ricavato da una linguetta di cartone nero, la quale copre il foro e viene rimossa quando si vuole fotografare qualcosa, per poi reinserita per richiuderlo.
Il foro, invece, può essere creato con un foglio di alluminio preso da una lattina, esternamente squadrato, con lato di 2 o 3 cm, il cui foro si ottiene con la punta di un ago. Particolare attenzione va prestata alla forma del foro; infatti, esso deve essere il più possibile rotondo e non deve avere imperfezioni (sbavature). Il lato interno della lamina va poi dipinto di nero come l'intera scatola. La distanza tra il foro e la pellicola, che corrisponde alla lunghezza focale, può essere resa variabile facendo scorrere le pareti della scatola. Spostando la pellicola vicino al foro aumenterà l'angolo di campo e la luminosità, allontanando la pellicola si dovrà incrementare l'esposizione e l'angolo di ripresa sarà più stretto.
Un metodo per calcolare la dimensione ottimale del foro, ipotizzato per la prima volta da Joseph Petzval e migliorato da Lord Rayleigh, si basa sulla formula seguente:
{\displaystyle d=1.9{\sqrt {f\lambda }}\;,}
dove {\displaystyle d} è il diametro, {\displaystyle f} è la lunghezza focale (la distanza tra il foro e la pellicola) e {\displaystyle \lambda } è la lunghezza d'onda media della luce (550 nm). La luce visibile è una porzione dello spettro elettromagnetico compresa approssimativamente tra i 400 e i 700 nanometri (nm). Il valor medio che di solito si usa è pari a 550 nm e corrispondente al colore giallo-verde. 
Per cui, in una fotocamera con sensore in formato Leica, il diametro migliore del foro per un obiettivo normale, è di circa 0,3 mm; per un grandangolo di 24 mm è di 0,2 mm e per un medio tele di 75 mm è di 0,4 mm.

## Calcolare l'esposizione
Il tempo di esposizione dipende ovviamente dalla sensibilità del supporto fotografico utilizzato, ma anche dal rapporto di diaframma, che è calcolato dividendo la lunghezza focale per il diametro del foro. Ad esempio, avendo un diametro di 0,5 mm e una lunghezza focale di 50 mm, il rapporto di diaframma corrisponde a f/100. Con 100 ISO di sensibilità e f/100 di rapporto di diaframma, il tempo di esposizione in pieno sole sarà di circa 1/4 di secondo. E se viene utilizzata la pellicola fotografica, è importante calcolare anche il difetto di reciprocità specifico.

## Utilizzi
La stenoscopia è stata utilizzata nel disegno e come macchina fotografica popolare. Abbandonata a causa della pessima luminosità e nitidezza, è stata nuovamente adottata, grazie alla profondità di campo illimitata, da fotografi alla ricerca di nuovi punti di vista e come strumento artistico, a causa del risultato spesso imprevedibile dello scatto.
La solargrafia è realizzata usando fotocamere a foro stenopeico costruite principalmente con lattine di alluminio, con tempi di esposizione di diversi mesi
Il progetto della NASA, New Worlds Imager, ha proposto l'utilizzo di una fotocamera a foro stenopeico con diametro di 10 m e della lunghezza focale di 200.000 km per fotografare pianeti della dimensione della Terra in altri sistemi solari.